# Servius Sulpicius Camerinus Cornutus (consul en -461)
Pour les articles homonymes, voir Sulpicius Camerinus.
Servius Sulpicius Camerinus Cornutus est un homme politique romain du Ve siècle av. J.-C., consul en 461 av. J.-C. et décemvir en 451 av. J.-C.

## Famille
Il est le fils de Quintus Sulpicius Camerinus Cornutus, consul en 490 av. J.-C., et le père de Quintus Sulpicius Camerinus Cornutus, tribun consulaire en 402 et 398 av. J.-C.

## Biographie

### Consulat (461)
En 461 av. J.-C., il est consul avec Publius Volumnius Amintinus Gallus. Leurs mandats se déroulent durant une période de fortes tensions politiques entre les tribuns de la plèbe, qui demandent que les droits des consuls soient mis par écrit (projet de lex Terentilia) et les patriciens conservateurs qui s’opposent à toute limitation du pouvoir consulaire.
Les consuls tentent de lever des troupes contre les Èques et les Volsques, ennemis traditionnels de Rome récemment défaits. Les tribuns utilisent leur veto pour bloquer la levée. Quand les tribuns appellent le peuple au vote de leur projet de loi, les consuls refusent de présider le scrutin et les jeunes patriciens provoquent des troubles. Cette paralysie politique dure toute l’année,. C'est dans ce contexte que se déroule le procès du jeune Kaeso Quinctius, accablé par le témoignage de Marcus Volscius Fictor.

### Décemvirat (451)
En 454 av. J.-C., les patriciens et les tribuns de la plèbe trouvent un compromis et le Sénat accepte enfin d’envoyer une délégation de trois sénateurs, dont Servius Sulpicius, à Athènes et en Italie du Sud afin d'étudier les lois écrites grecques. Tite-Live introduit ici un Publius Sulpicius, qu'il mentionne encore en 451, en 449 et en 446 av. J.-C. Mais étant donné que les décemvirs du premier collège semblent tous être d'anciens consuls, il paraît plus probable qu'il s'agisse de Servius Sulpicius.
Les trois ambassadeurs romains reviennent en 452 av. J.-C. et le rapport qu'ils font devant le Sénat conduit à la création d'une magistrature extraordinaire, les decemviri consulari imperio legibus scribundis,. En 451 av. J.-C., Servius Sulpicius est d’office intégré dans la première commission des décemvirs et participe à la rédaction des premières lois, dite des « Dix Tables »,,.

### Fin de carrière

#### Chute des décemvirs (449)
En 449 av. J.-C., le second collège des décemvirs s'est maintenu illégalement au pouvoir, à l'encontre de la volonté des patriciens et des plébéiens. Les armées envoyées combattre les Èques et les Sabins, commandées par huit des dix décemvirs, se révoltent, reviennent à Rome et se rassemblent sur le mont Sacré, demandant le départ des décemvirs. Les consulaires Servius Sulpicius, Spurius Tarpeius et Caius Iulius sont envoyés négocier avec les plébéiens qui ont fait sécession,. Finalement, les décemvirs abandonnent leurs fonctions, huit partent en exil et deux sont poursuivis en justice mais mettent fin à leurs jours avant le procès.

#### Légat (446)
En 446 av. J.-C., Servius Sulpicius aurait été légat sous les ordres des consuls Titus Quinctius Capitolinus Barbatus et Agrippa Furius Fusus dans la campagne menée contre les Volsques,.

### Auteurs antiques
- Tite-Live, Histoire romaine, Livre III, 10-11/33 sur le site de l'Université de Louvain
- Diodore de Sicile, Histoire universelle, Livre XII, 9 sur le site de Philippe Remacle
- (en) Denys d'Halicarnasse, Antiquités romaines, Livre X, 1-16 et Livre X, 45-63 sur le site LacusCurtius

### Auteurs modernes
- (en) T. Robert S. Broughton, The Magistrates of the Roman Republic : Volume I, 509 B.C. - 100 B.C., New York, The American Philological Association, coll. « Philological Monographs, number XV, volume I », 1951, 578 p.